# Lusignan Kleofa ciprusi királyi hercegnő
Lusignan Kleofa (Kleopátra) (1444 – 1448. június 8.), görögül: Κλεόπα της Κύπρου, franciául: Cleopha de Lusignan. Ciprusi, örmény és jeruzsálemi királyi hercegnő, a ciprusi korona várományosa (második a trónöröklési sorban). A Lusignan-ház tagja.

## Élete

A Lusignan-dinasztia négy osztatú címere: Jeruzsálemi Királyság (balra fent), Lusignan-dinasztia (jobbra fent), Örmény Királyság (balra lent), Ciprusi Királyság (jobbra lent)

A francia származású és római katolikus vallású Lusignan-ház tagjaként görög anyanyelvű és ortodox vallású anyja révén a bizánci császárok leszármazottja is volt. Anyja, Palaiologina Ilona II. Theodórosz Palaiologosznak (1394/99–1448), Morea és Misztra despotájának, valamint az olasz származású feleségének, Malatesta Kleofának (–1433), Pesaro úrnőjének  volt az egyetlen gyermeke, és az utolsó bizánci császárnak, XI. Konstantinnak volt az unokahúga. Kleofa nagyapja csak pár hónappal „maradt le” arról, hogy bizánci császár lehessen, mert bátyja, VIII. János négy hónappal túlélte. Az ortodox őslakosság, a ciprióták körében azonban így is rendkívül nagy népszerűségnek örvendett ez a házasság. Konstantinápoly 1453-as elfoglalásakor sok görög menekültet fogadott be a Ciprusi Királyság és a ciprusi udvar. Nevét anyai nagyanyja, Malatesta Kleofa után kapta.
Miután szülei házasságából csak két lány született, így apjuk az idősebb lányát, Kleofa nővérét, Saroltát jelölte a ciprusi trónra, Kleofa azonban kisgyermekkorában meghalt, így haláláig a ciprusi korona várományosa volt, azaz a második helyen állt a trónöröklési sorban.